# Kirkkonummi
Kirkkonummi [ˈkirkːoˌnumːi] (finnisch) oder Kyrkslätt [ˈtɕyrkslɛt] (schwedisch) ist eine Gemeinde in der Region Helsinki in Finnland. Sie liegt westlich von Espoo, weitere Nachbargemeinden sind Ingå und Siuntio. Der Name des Ortes lässt sich als „Kirchheide“ übersetzen. Die Kirche von Kirkkonummi wurde um 1500 errichtet und im 18. und 19. Jahrhundert zu einer Kreuzkirche umgebaut.

## Geschichte
Funde steinzeitlicher Artefakte im Norden von Kirkkonummi lassen auf eine erste Besiedlung vor rund 9000 Jahren schließen, als sich der Süden des heutigen Gemeindegebiets noch unter dem Meeresspiegel befand. Am Ufer der Seen Vitträsk und Juusjärvi haben sich vorzeitliche Felszeichnungen erhalten. Mit der postglazialen Landhebung wanderte die Küstenlinie im Verlauf der Jahrtausende immer weiter nach Süden; auf eine durchgehende Besiedlung lassen Hügelgräber besonders auf Anhöhen im Süden der Gemeinde schließen.
Mit der Christianisierung Finnlands im Hochmittelalter siedelten sich schwedischsprachige Siedler an der Küste an; das Küstenhinterland blieb überwiegend finnischsprachig. Der Verlauf der Sprachgrenze lässt sich insbesondere an der Verteilung finnischer und schwedischer Ortsnamen nachvollziehen. Manche Flurnamen in Kirkkonummi sind estnischen Ursprungs, was sich auf den Umstand zurückführen lässt, dass das estnische Zisterzienserkloster Padise hier im Mittelalter einige Ländereien besaß.
Die ältesten Gemäuer der Feldsteinkirche von Kirkkonummi stammen möglicherweise schon aus dem 13. Jahrhundert, fertiggestellt wurde der Bau im 15. Jahrhundert. Die Gegend profitierte im Mittelalter von ihrer Lage an der Königsstraße, dem Handelsweg zwischen Turku und Wyborg, und vom Handel über die Ostsee.
Im 19. Jahrhundert profitierte Kirkkonummi dann von der Nähe zu Helsinki, das 1812 zur Hauptstadt des nunmehr russischen Großherzogtums Finnland erhoben wurde und rasch zur Großstadt anwuchs. Die örtliche Landwirtschaft und Fischerei wuchsen mit dem steigenden Lebensmittelbedarf, und so galt Kirkkonummi bald als „Speisekammer der Hauptstadt.“
Zum Gemeindegebiet gehören die beiden strategisch bedeutenden Halbinseln Porkkala und Upinniemi; auf letzterer befindet sich einer der wichtigsten Stützpunkte der finnischen Marine. Porkkala und weitere Gebiete der Gemeinden Kirkonnummi, Ingå und Siuntio wurden nach der Niederlage Finnlands im Fortsetzungskrieg 1944 auf 50 Jahre an die Sowjetunion verpachtet, diese nutzte den Stützpunkt jedoch nur bis 1956.
Entwicklung der Einwohnerzahl (Stand: 31. Dezember):
| - 1987 – 24.101 - 1990 – 25.366 - 1997 – 28.293 | - 2000 – 29.694 - 2002 – 30.937 - 2004 – 32.772 |

## Sehenswürdigkeit
Hvitträsk ist ein Ensemble von Villen, das die Architekten Eliel Saarinen, Herman Gesellius und Armas Lindgren 1903 mitten in der Natur oberhalb des Sees Vitträsk bauten. Im Südflügel des Haupthauses befindet sich heute ein Museum zur Geschichte des Ensembles und in der Schwarzen Villa ein Restaurant und Café.

## Gemeindepartnerschaften
- Sundbyberg, Schweden
- Paldiski, Estland

## Söhne und Töchter der Gemeinde
- Johan Vilhelm Snellman (1806–1881), Philosoph, Journalist und Staatsmann
- Eero Saarinen (1910–1961), Architekt und Designer
- Thorvald Strömberg (1931–2010), Kanute und Olympiasieger
- Amin Asikainen (* 1976), Boxer und Europameister
- Laura Österberg Kalmari (* 1979), Fußballspielerin
- Mårten Boström (* 1982), Leichtathlet und Orientierungsläufer
- Seidi Haarla (* 1984), Schauspielerin
- Annimari Korte (* 1988), Hürdenläuferin
- Paradise Oskar (* 1990), Singer-Songwriter
- Pernilla Karlsson (* 1990), Singer-Songwriterin
- Ilon (* 1999), Singer-Songwriterin
- Wilma Aintila (* 2004), Radrennfahrerin